# Zasłonak delikatny

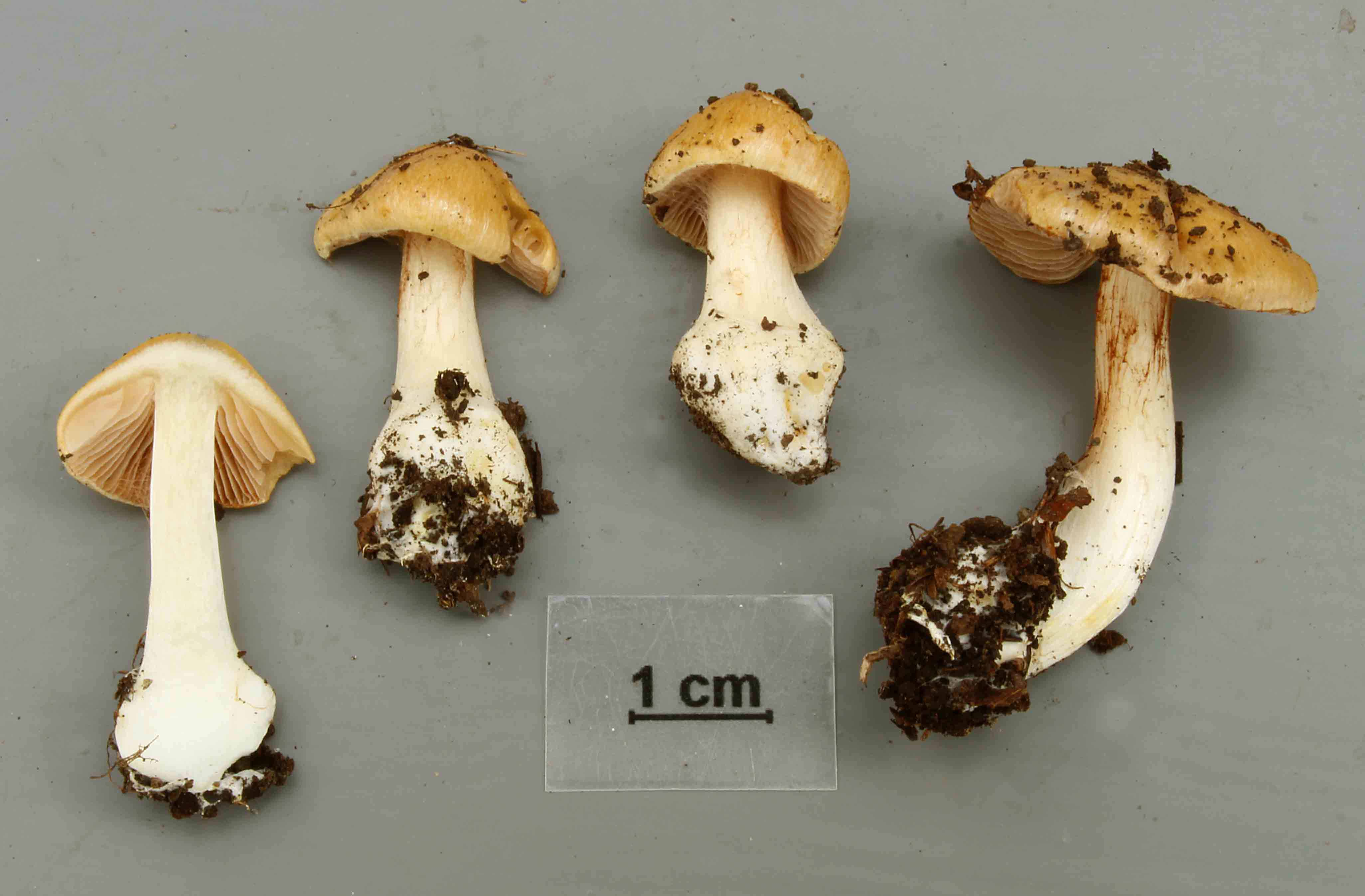

Zasłonak delikatny (Cortinarius gracilior Jul. Schäff.) – gatunek grzybów należący do rodziny zasłonakowatych (Cortinariaceae). Według Index Fungorum takson niepewny.

## Systematyka i nazewnictwo
Pozycja w klasyfikacji według Index Fungorum: Cortinarius, Cortinariaceae, Agaricales, Agaricomycetidae, Agaricomycetes, Agaricomycotina, Basidiomycota, Fungi.
Nazwę polską podał Andrzej Nespiak w 1975 r.

## Morfologia
Kapelusz
Średnica 1,5–4 cm, początkowo stożkowaty, potem półkulisty, w końcu płaskowypukły. Powierzchnia drobnowłóknista o barwie od jasno żółtobrązowej do ochrowożółtej, czasami (rzadko) z resztkami osłony. Jest nieco higrofaniczny.
Blaszki
Przyrośnięte, początkowo białawe lub kremowe, potem rdzawe.
Trzon
Wysokość 2–4 cm, grubość 4–7 mm, cylindryczny, w górnej części biały, podstawa z wyraźną bulwą.
Zarodniki
W kształcie cytryny, wyraźnie brodawkowane, brązowawe, o rozmiarach 10–12 × 5,5–7 μm. Wysyp zarodników rdzawy.

## Występowanie i siedlisko
Znany jest tylko w niektórych krajach Europy. Jest bardzo rzadki. W Polsce jego stanowisko podał A. Nespiak w 1975 r., w późniejszych latach podano następne
Grzyb mykoryzowy. Rośnie na ziemi, w lasach liściastych.